# جعفر أباد (أبعلي)
جعفر أباد (بالفارسية: جعفرآباد) هي قرية تقع في إيران في قسم أبعلي الريفي. يقدر عدد سكانها بـ 0 نسمة بحسب إحصاء 2016.